# Ô tác Australia
Ô tác Australia (danh pháp khoa học: Ardeotis australis) là một loài chim trong họ Ô tác. Ô tác Australia sinh sống ở xứ nông nghiệp mở và rừng gỗ ở bắc Úc và nam New Guinea. Con trống Ô tác Australia dài 1,2 cm, sải cánh dài 2,3 cm, cân nặng trung bình con trống là 6,3 kg, với dải 4,3-12,76 kg  Con mái nhỏ hơn với chiều dài 80 cm, sải cánh 1,8 mét và cân nặng 3,2 kg và dao động trong khoảng 2,4-6,35 kg nhưng có màu sắc giống nhau. Con trống lớn nhất bị bắn ngoài Victoria nặng 14,5 kg. Mặc dù là loài chim bay còn tồn tại lớn nhất ở Úc, loài chim chân dài này là loài nhỏ nhất trong chi Ardeotis. Lưng, cánh và đuôi thường có màu nâu xỉn, đốm đen và đốm trắng trên lông cánh. Cổ và đầu xuất hiện màu trắng xỉn và màu trắng xỉn. Chân có màu vàng đến màu kem.
Chúng ăn hạt, trái cây, rết, côn trùng, động vật thân mềm, động vật, thằn lằn, chim non và các loài gặm nhấm nhỏ.